# Freak folk
Freak folk – powiązany z folkiem gatunek muzyczny, charakteryzujący się silnymi wpływami awangardy i użyciem nietradycyjnych instrumentów (często elektronicznych). Gatunek powstał w latach 60., ale najwięcej wykonawców grało freak folk w latach 2000., gdy powstały takie zespoły, jak Animal Collective. Gatunek często reprezentują ekscentryczni singer-songwriterzy. Jego formą jest ruch New Weird America.

## Przedstawiciele gatunku
The Incredible String Band, Devendra Banhart, Rodrigo Amarante, Animal Collective, Joanna Newsom, Akron/Family, CocoRosie, Ariel Pink, Holy Metal Rounders